# Rikenette Steenkamp
Rikenette Steenkamp (Sudáfrica, 16 de octubre de 1992) es una atleta sudafricana, especialista en la prueba de 100 m vallas, en la que logró ser subcampeona africana en 2018

## Carrera deportiva
En el Campeonato Africano de Atletismo de 2018 celebrado en Asaba (Nigeria) ganó la medalla de plata en los 100 m vallas, con un tiempo de 13.18 segundos, tras la nigeriana Oluwatobiloba Amusan (oro con 12.86 segundos) y por delante de la marfileña Rosvitha Okou (bronce con 13.39 segundos).